# Birth of a New Age
Birth of a New Age è un singolo del cantante olandese Jeangu Macrooy, pubblicato il 4 marzo 2021 su etichetta discografica Unexpected Records.
Il brano è stato selezionato per rappresentare i Paesi Bassi all'Eurovision Song Contest 2021.

## Descrizione
Jeangu Macrooy era stato inizialmente selezionato per rappresentare il suo paese all'Eurovision Song Contest 2020 con la canzone Grow, prima della cancellazione dell'evento. A marzo 2020 l'emittente televisiva olandese AVROTROS l'ha riselezionato internamente per l'edizione eurovisiva successiva. Birth of a New Age, cantato in inglese con alcune frasi nella lingua madre dal cantante di origine surinamese, lo sranan tongo, è stato confermato come brano olandese per l'Eurovision Song Contest 2021 il 4 marzo 2021, in concomitanza con la sua pubblicazione sulle piattaforme digitali. Il genere musicale della canzone è una combinazione di soul e kawina.
Nel maggio 2021, Jeangu Macrooy si è esibito nella finale eurovisiva, dove si è piazzato al 23º posto su 26 partecipanti con 11 punti totalizzati.

## Tracce
Testi e musiche di Jeangu Macrooy e Pieter Perquin.
1. Birth of a New Age – 2:53

## Classifiche
| Classifica (2021) | Posizione massima |
| ----------------- | ----------------- |
| Paesi Bassi       | 30                |
| Lituania          | 94                |